# Pegaso Z-102
Pegaso Z-102 är en sportbil, tillverkad av den spanska fordonstillverkaren ENASA mellan 1951 och 1956. Den vidareutvecklade Pegaso Z-103 fortsatte sedan tillverkas till 1958.

## Bakgrund
I början av fyrtiotalet nationaliserade den spanska fascistregimen stora delar av landets bilindustri, däribland Hispano-Suiza, under namnet ENASA. Företaget tillverkade främst lastbilar och bussar, men byggde även en av femtiotalets mest avancerade sportbilar.
Pegaso Z-102 konstruerades av Wifredo Ricart, som arbetat åt Alfa Romeo innan han återvände till Spanien efter andra världskriget. Ricarts sportbil var en nationell prestigeprodukt och en reklampelare för ENASA:s övriga produkter och inga kostnader sparades på vid utvecklingen. Ricart döpte bilen till Pegaso (spanska för Pegasos) och likt Enzo Ferraris bilar fick de en häst som logotyp. Bilarna byggdes i den gamla Hispano-Suiza-fabriken i Barcelona.

## Z-102
Pegaso Z-102 presenterades på bilsalongen i Paris 1951. Bilen var mycket avancerad för sin tid, med torsionsfjädring runt om, De Dion-axel och den osynkroniserade, femväxlade växellådan placerad bak. Även de bakre bromsarna var monterade inne vid differentialväxeln. Motorn var en liten V8, byggd i aluminium och med dubbla överliggande kamaxlar per cylinderrad. Den avancerade tekniken gjorde det svårt att hitta underleverantörer i Spanien och det mesta fick byggas för hand på plats i den egna fabriken. Tidiga bilar hade även karosserna byggda av ENASA, men de flesta bilarna fick karosser byggda av Carrozzeria Touring i Milano eller Saoutchik i Paris.
ENASA tävlade med bilarna, bland annat i Le Mans 24-timmars 1953 och 1954, men olyckor och bristande tillförlitlighet satte stopp för framfarten.

## Z-103
På bilsalongen i Paris 1955 presenterades den vidareutvecklade Pegaso Z-103. Bilen hade nu fått en större, men betydligt enklare V8-motor med stötstänger. Totalt tillverkades troligen inte fler än 4 stycken Z-103, innan ENASA lade ner den olönsamma tillverkningen 1958 för att koncentrera sig på nyttofordon.

## Motor
Z-102 hade en liten avancerad V8-motor, med dubbla överliggande kamaxlar per cylinderrad och torrsumpsmörjning. Slagvolymen växte med åren från 2,5 till 3,2 liter. Kunden kunde själv välja förgasarbestyckning: en, två eller fyra Weber-förgasare och kunde även välja till kompressormatning.
Motorn i Z-103 var betydligt enklare och fanns i tre olika storlekar: 3,9-, 4,5- och 4,8 liter.
| Modell   | Motor              | Cylindervolym | Effekt | Bränslesystem               |
| -------- | ------------------ | ------------- | ------ | --------------------------- |
| Z-102    | 8-cyl V-motor DOHC | 2472 cm³      | 140 hk | Enkel förgasare             |
| Z-102 B  | 8-cyl V-motor DOHC | 2815 cm³      | 170 hk | 4 förgasare                 |
| Z-102 SS | 8-cyl V-motor DOHC | 3187 cm³      | 285 hk | Enkel förgasare, kompressor |
| Z-103    | 8-cyl V-motor ohv  | 4780 cm³      | 290 hk | 4 förgasare                 |